# Take on Me
"Take on Me" é um single da banda norueguesa A-ha lançado no ano de 1985. Escrita pelos próprios membros da banda, a canção foi produzida por Alan Tarney para estreia do primeiro álbum de estúdio do grupo, Hunting High and Low de 1985. A música combina synthpop com uma instrumentação variada que inclui violões, teclados e bateria.
A música se tornou um enorme sucesso, alcançando, inclusive, a posição #1 na Billboard Hot 100 nos Estados Unidos (é a única música do A-ha a conseguir esse feito). No Reino Unido, o single também foi bem recebido (alcançou o #2 na UK Singles Chart).
O videoclipe utiliza um método de animação feito a lápis combinando junto com live-action (através de rotoscopia). O clipe ganhou seis prêmios no MTV Video Music Awards de 1986.
Foi a 18ª música mais tocada nas rádios brasileiras em 1985.
No YouTube, foi a primeira música da década de 80 a atingir 1 bilhão de views.
Em 2015, o elenco da série Glee fez uma regravação da faixa para o episódio Homecoming, o segundo da sexta e última temporada.
Está presente no game The Last of Us Part II, interpretado pela personagem Ellie (Ashley Johnson) numa versão acústica.
Faz parte da Trilha Sonora da minissérie Adolescência, da Netflix.

## Desempenho nas paradas musicais
| Parada musical (1984)                   | Melhor posição |
| --------------------------------------- | -------------- |
| Norwegian Singles Chart (1º lançamento) | 3              |

| Parada musical (1985-1986)             | Melhor posição |
| -------------------------------------- | -------------- |
| Australian Kent Music Report           | 1              |
| Áustria Austrian Singles Chart         | 1              |
| Belgian VRT Top 30                     | 1              |
| Canadian RPM Singles Chart             | 2              |
| Países Baixos Dutch Top 40             | 1              |
| French SNEP Singles Chart              | 3              |
| German Singles Chart                   | 1              |
| Irish Singles Chart                    | 2              |
| Italian Singles Chart                  | 1              |
| New Zealand RIANZ Singles Chart        | 7              |
| Norwegian Singles Chart (relançamento) | 1              |
| Spain (AFYVE)                          | 11             |
| Swedish Singles Chart                  | 1              |
| Swiss Singles Chart                    | 1              |
| UK Singles Chart                       | 2              |
| US Billboard Hot 100                   | 1              |
| US Billboard Adult Contemporary        | 4              |

## Certificações
| País           | Provedor | Certificação | Vendas estimadas |
| -------------- | -------- | ------------ | ---------------- |
| França         | SNEP     | Ouro         | 700.000          |
| Alemanha       | BVMI     | Ouro         | 250.000          |
| Reino Unido    | BPI      | Gold         | 500.000          |
| Estados Unidos | RIAA     | ---          | 1.200.000        |

## Créditos
- Morten Harket – Vocal
- Magne Furuholmen – Teclados, vocal
- Paul Waaktaar-Savoy – Guitarra, vocal